# Cleora cinnamomea
Cleora cinnamomea là một loài bướm đêm trong họ Geometridae.